# Don't Treat Me Bad
Singles de FireHouse
Love of a Lifetime
(1991)
Don't Treat Me Bad est le second single du groupe FireHouse sorti en 1991.

## Liste des chansons
| No | Titre              | Durée |
| -- | ------------------ | ----- |
| 1. | Don't Treat Me Bad | 3:54  |

## Performance dans les charts
| Charts            | Meilleur position |
| ----------------- | ----------------- |
| Billboard Hot 100 | 19                |